# Bulwkowiec mączysty
Bulwkowiec mączysty (Bulbillomyces farinosus (Bres.) Jülich) – gatunek grzybów należący do rzędu żagwiowców (Polyporales).

## Systematyka i nazewnictwo
Pozycja w klasyfikacji według Index Fungorum: Hypochnicium, Incertae sedis, Polyporales, Incertae sedis, Agaricomycetes, Agaricomycotina, Basidiomycota, Fungi.
Po raz pierwszy takson ten opisał w 1903 r. Giacomo Bresàdola, nadając mu nazwę Kneiffia farinisa. W 1974 r. Walter Jülich przeniósł go do rodzaju Bulbillomyces. Jest to takson monotypowy zawierający jeden tylko gatunek. Jest 15 synonimów. Niektóre z nich:
- Metulodontia farinosa (Bres.) Parmasto 1968
- Peniophora farinosa (Bres.) Höhn. & Litsch. 1908[2].

Nazwę polską zaproponował Władysław Wojewoda w 2003 r.

## Morfologia
Owocnik
Rozpostarty, rozproszony, przyrośnięty, cienki (zwykle o grubości 0,1–0,3 mm, rzadko grubszy), w stanie świeżym szarawo-wodnisto-biały i skórzasty, w stanie suchym biały, w eksykatach blado-ochrowy. Powierzchnia hymenialna gładka, ale przy powiększeniu mniej lub bardziej drobno brodawkowata oraz z wystającymi cystydami. Brzeg nieokreślony, przerzedzający się u młodych okazów, u dojrzałych owocników często bardziej określony.
Owocnik
Rozpostarty, rozproszony, przyrośnięty, cienki (zwykle o grubości 0,1–0,3 mm, rzadko grubszy), w stanie świeżym szarawo-wodnisto-biały i skórzasty, w stanie suchym biały, w eksykatach blado-ochrowy. Powierzchnia hymenialna gładka, ale przy powiększeniu mniej lub bardziej drobno brodawkowata oraz z wystającymi cystydami. Cystydy. Brzeg nieokreślony, przerzedzający się u młodych okazów, u dojrzałych owocników często bardziej określony.
Cechy mikroskopowe
System strzępkowy monomityczny ze strzępkami o szerokości 3–5 µm, przeważnie cienkościennymi, bogato rozgałęzionymi i zespolonymi, strzępki przy drewnie u niektórych okazów proste, słabo rozgałęzione i nieco grubościenne, główna część strzępek spleciona w gęstą teksturę. Wszystkie strzępki mniej lub bardziej cyjanofilne. Cystydy różnią się liczbą, ale zazwyczaj są liczne i początkowo cienkościenne, później znacznie grubościenne i mocno inkrustowane kryształami o różnych rozmiarach, szersze u podstawy, wystająca część niemal cylindryczna, zwężająca się ku wierzchołkowi. Osiągają długość 60–100 µm, szerokość u podstawy 8–12 µm, w wystającej części 4–7 µm. Podstawki początkowo prawie kuliste do gruszkowatych, następnie prawie gruszkowate do niemal cylindrycznych, po dojrzeniu mniej lub bardziej w kształcie urny lub czasami kręte, zazwyczaj z 4 sterygmami, licznymi kroplami oleju w protoplazmie i ze sprzążką u podstawy. Bazydiospory elipsoidalne, gładkie, nieco grubościenne, 6–9(–11) × 5–6(–7) µm, nieamyloidalne, cyjanofilne.

## Występowanie i siedlisko
Podano stanowiska na Nowej Zelandii i na wszystkich kontynentach poza Antarktydą, najwięcej w Europie. W Europie Północnej jest pospolity na sprzyjających mu siedliskach nadwodnych. W Polsce W. Wojewoda w 2003 r. przytoczył 6 stanowisk, w późniejszych latach podano wiele następnych. Na Czerwonej liście roślin i grzybów Polski ma status gatunku rzadkiego – potencjalnie zagrożonego z powodu ograniczonego zasięgu geograficznego i małych obszarów siedliskowych.
Grzyb nadrzewny, saprotrof. Występuje w lasach na martwym drewnie, głównie drzew liściastych. W Polsce notowany na drewnie wierzby i wiązu. Zasiedla zbutwiałe i nasiąknięte drewno na brzegach jezior i strumieni lub w zagłębieniach wypełnionych wodą w okresach wilgotnych. Jego sklerocja pełnią funkcję pływających diaspor. Wytwarzane są na mokrym drewnie powyżej poziomu wody, ale są bardzo luźno przyczepione i przy wzroście poziomu wody, np. jesienią, unoszą się na wodzie i rozprzestrzeniają się, gdy poziom wody ponownie opada.